# Montebello (1812)
Le Montebello est un navire de guerre français, un vaisseau de ligne de 118 canons, de la Classe Commerce de Marseille en service de 1812 à 1867. 

## Carrière
Le navire est lancé à Toulon le 6 décembre 1812 et baptisé en l'honneur de Jean Lannes, premier duc de Montebello.
Il est modifié et motorisé en 1851, et participe aux combats de la guerre de Crimée comme navire amiral de Armand Joseph Bruat.
Le navire participe au siège de Sébastopol et à la bataille de Kinbourn.
Il est désarmé en 1857 mais est rappelé au service trois ans après pour servir de navire-école. Il est désarmé  définitivement en 1865 et rayé des listes le 25 juin 1867. Le navire est finalement détruit en 1889.